# Unione Sportiva Cremonese 2006-2007
Questa pagina raccoglie le informazioni riguardanti l'Unione Sportiva Cremonese nelle competizioni ufficiali della stagione 2006-2007.

## Stagione
Nella stagione 2006-2007 la Cremonese ha disputato il girone A del campionato di Serie C1, con 41 punti si è classificata in undicesima posizione, nel torneo che ha promosso in Serie B le toscane Grosseto e Pisa, quest'ultima vincendo i playoff. La squadra grigiorossa è affidata a Corrado Verdelli ma disputa un girone di andata negativo, terminato al terz'ultimo posto con 16 punti, così viene esonerato il tecnico, che è stato sostituito da Giorgio Roselli. Con lui le cose si mettono al meglio, nel girone di ritorno il bottino è di 25 punti, anche se la salvezza è risicata, perché con un punto in meno avrebbe dovuto disputare il Play-out. Quindi il mantenimento della categoria certificato, arriva solo all'ultimo turno, grazie al pareggio a reti bianche con il Cittadella allo Zini. Con 16 reti il miglior realizzatore cremonese è stato Marco Carparelli che si è espresso sugli stessi livelli della stagione scorsa. Nella Coppa Italia nel primo turno la Cremonese supera il Vicenza, ma trova disco rosso nel secondo turno, eliminata dalla Reggina. Nella Coppa Italia di Serie C la Cremo entra in scena negli ottavi superando nel doppio confronto il Prato, poi nei Quarti esce dal torneo superata dalla Lucchese.

## Rosa
| N. |                                 | Ruolo | Calciatore         |
| -- | ------------------------------- | ----- | ------------------ |
|    | Argentina (bandiera)            | A     | Luis Alfageme      |
|    | Marocco (bandiera)              | C     | Karim Azizou       |
|    | Italia (bandiera)               | A     | Pietro Balistreri  |
|    | Italia (bandiera)               | P     | Giorgio Bianchi    |
|    | Bosnia ed Erzegovina (bandiera) | C     | Sandro Bloudek     |
|    | Italia (bandiera)               | C     | Lorenzo Carotti    |
|    | Italia (bandiera)               | A     | Marco Carparelli   |
|    | Italia (bandiera)               | D     | Michele Cremonesi  |
|    | Italia (bandiera)               | A     | Stefano Franchi    |
|    | Italia (bandiera)               | D     | Michele Franco     |
|    | Italia (bandiera)               | C     | Giuliano Gentilini |
|    | Italia (bandiera)               | C     | Cataldo Graziano   |
|    | Italia (bandiera)               | D     | Filippo Mattiuzzo  |

| N. |                    | Ruolo | Calciatore         |
| -- | ------------------ | ----- | ------------------ |
|    | Italia (bandiera)  | P     | Luca Mondini       |
|    | Italia (bandiera)  | C     | Nicola Napolitano  |
|    | Italia (bandiera)  | C     | Roberto Orlandi    |
|    | Italia (bandiera)  | D     | Giordano Paganotto |
|    | Italia (bandiera)  | A     | Vincenzo Pepe      |
|    | Italia (bandiera)  | D     | Fabio Pisacane     |
|    | Italia (bandiera)  | D     | Ruggero Radice     |
|    | Brasile (bandiera) | A     | Diego Silva Reis   |
|    | Italia (bandiera)  | D     | Federico Smanio    |
|    | Italia (bandiera)  | D     | Mariano Stendardo  |
|    | Italia (bandiera)  | D     | Luca Tedeschi      |
|    | Italia (bandiera)  | C     | Leandro Vitiello   |
|    | Italia (bandiera)  | C     | Gilberto Zanoletti |

## Risultati

### Campionato

#### Girone di andata
| Arbitro: | Baracani (Firenze) |

|                                   |           |                               |
| Erpen 43’, 51’ (rig.) Masucci 68’ | Marcatori | 19’ Napolitano 78’ Carparelli |

| Arbitro: | Stallone (Foggia) |

|                    |           |  |
| M. Stendardo 45+1’ | Marcatori |  |

| Arbitro: | Zanardo (Conegliano) |

|                            |           |                |
| Coti 71’ (rig.) Egbedi 83’ | Marcatori | 39’ Carparelli |

| Arbitro: | Mannella (Avezzano) |

|  |           |                             |
|  | Marcatori | 25’ Sinigaglia 45+1’ Turchi |

| Arbitro: | Pinzani (Empoli) |

|          |           |             |
| Pepe 76’ | Marcatori | 17’ Vecchio |

| Sesto San Giovanni 7 ottobre 2006 6ª giornata | Pro Sesto        | 0 – 0 | Cremonese | Stadio Ernesto Breda\| Arbitro: \| Lioce (Molfetta) \| |
| Arbitro:                                      | Lioce (Molfetta) |       |           |                                                        |

| Arbitro: | Valeri (Roma) |

|  |           |                     |
|  | Marcatori | 78’ (aut.) Tedeschi |

| Arbitro: | Tasso (La Spezia) |

|  |           |          |
|  | Marcatori | 37’ Pepe |

| Arbitro: | Baratta (Salerno) |

|  |           |            |
|  | Marcatori | 26’ Baggio |

| Arbitro: | Vuoto (Livorno) |

|              |           |              |
| Veronese 80’ | Marcatori | 57’ Graziano |

| Arbitro: | Cavarretta (Trapani) |

|                              |           |              |
| Pepe 22’ Carparelli 50’, 73’ | Marcatori | 27’ Taccucci |

| Arbitro: | Pagano (Torre Annunziata) |

|             |           |  |
| Dal Rio 11’ | Marcatori |  |

| Arbitro: | Paparazzo (Catanzaro) |

|                  |           |  |
| F. Lorenzini 12’ | Marcatori |  |

| Arbitro: | Carbone (Napoli) |

|                                         |           |  |
| Carparelli 13’ (rig.), 27’ Graziano 88’ | Marcatori |  |

| Arbitro: | Corletto (Castelfranco Veneto) |

|                                             |           |                           |
| Carruezzo 5’ Masini 23’, 36’, 52’ Micco 88’ | Marcatori | 2’ (rig.), 35’ Carparelli |

| Arbitro: | Gallione (Alessandria) |

|                |           |              |
| Carparelli 82’ | Marcatori | 45’ G. Russo |

| Arbitro: | Scoditti (Bologna) |

|                 |           |               |
| Fofana 29’, 53’ | Marcatori | 8’ Silva Reis |

#### Girone di ritorno
| Arbitro: | Calvarese (Teramo) |

|               |           |  |
| Cremonesi 85’ | Marcatori |  |

| Arbitro: | Spadaccini (Vasto) |

|                       |           |                     |
| D'Isanto 13’ Wolf 37’ | Marcatori | 41’, 50’ Carparelli |

| Cremona 28 gennaio 2007 20ª giornata | Cremonese           | 0 – 0 | Monza | Stadio Giovanni Zini\| Arbitro: \| La Rocca (Ercolano) \| |
| Arbitro:                             | La Rocca (Ercolano) |       |       |                                                           |

| Arbitro: | La Mura (Nocera Inferiore) |

|                                        |           |  |
| Tarallo 49’ (rig.) Sinigaglia 68’, 77’ | Marcatori |  |

| Arbitro: | Barbirati (Ferrara) |

|                               |           |                              |
| Temelin 8’ (rig.), 43’ (rig.) | Marcatori | 25’ Bloudek 86’ M. Stendardo |

| Arbitro: | Marrocco (Pisa) |

|                |           |  |
| Carparelli 52’ | Marcatori |  |

| Arbitro: | Baracani (Firenze) |

|               |           |  |
| Parmesani 56’ | Marcatori |  |

| Cremona 4 marzo 2007 25ª giornata | Cremonese          | 0 – 0 | Ivrea | Stadio Giovanni Zini\| Arbitro: \| Pecorelli (Arezzo) \| |
| Arbitro:                          | Pecorelli (Arezzo) |       |       |                                                          |

| Arbitro: | Bagalini (Fermo) |

|  |           |                 |
|  | Marcatori | 71’ L. Vitiello |

| Arbitro: | Taverna (Taurianova) |

|                  |           |              |
| Carparelli 90+2’ | Marcatori | 78’ Veronese |

| Arbitro: | Zanichelli (Genova) |

|           |           |                                |
| Poggi 21’ | Marcatori | 41’ (rig.) Carparelli 71’ Pepe |

| Arbitro: | Tasso (La Spezia) |

|  |           |                                                 |
|  | Marcatori | 26’ (rig.), 59’ Porro 70’ S. Ferrero 85’ Caleri |

| Arbitro: | Vuoto (Livorno) |

|                       |           |                        |
| M. Stendardo 15’, 73’ | Marcatori | 62’ (rig.) Ciuffetelli |

| Arbitro: | Candussio (Cervignano del Friuli) |

|                |           |             |
| R. Musetti 43’ | Marcatori | 35’ Orlandi |

| Arbitro: | Stallone (Foggia) |

|                                           |           |                              |
| Carotti 5’ Zanoletti 18’ M. Stendardo 67’ | Marcatori | 38’ Di Gennaro 50’ Carruezzo |

| Arbitro: | Mannella (Avezzano) |

|                                       |           |  |
| Cipolla 48’ (rig.), 67’ Zizzari 90+2’ | Marcatori |  |

| Cremona 13 maggio 2007 34ª giornata | Cremonese        | 0 – 0 | Cittadella | Stadio Giovanni Zini\| Arbitro: \| Lioce (Molfetta) \| |
| Arbitro:                            | Lioce (Molfetta) |       |            |                                                        |

### Coppa Italia
| Arbitro: | Zanzi (Lugo di Romagna) |

|                |           |  |
| Balistreri 12’ | Marcatori |  |

| Arbitro: | Pierpaoli (Firenze) |

|  |           |             |
|  | Marcatori | 77’ Modesto |

#### Coppa Italia di Serie C
| Arbitro: | D'Alesio (Forlì) |

|                           |           |              |
| Bloudek 14’ Paganotto 17’ | Marcatori | 30’ Olivetti |

| Arbitro: | Branciforte (Nuoro) |

|                    |           |               |
| Pesenti 73’ (rig.) | Marcatori | 30’ R. Taddei |

| Arbitro: | C. Russo (Nola) |

|                                   |           |                                  |
| Carparelli 17’ (rig.), 63’ (rig.) | Marcatori | 60’ (rig.), 65’ Correa 80’ Guidi |

| Arbitro: | Andolfatto (Bassano del Grappa) |

|  |           |            |
|  | Marcatori | 84’ Azizou |